# 世界車輛法規協調論壇
世界車輛法規協調論壇（World Forum for Harmonization of Vehicle Regulations）是联合国欧洲经济委员会（UNECE）可持续交通系统部門的工作組，也稱為WP.29。其責任是管理1958年, 1997年, 1998年簽署的，有關車輛生產、核可技術規範，以及定期技術檢測的多邊協定，並且要在這三份協定的框架下開發工作，發展或修改聯合國法規、聯合國全球技術法規（UN Global Technical Regulations）及聯合國規則，這些都屬於車輛法規。
WP.29在1952年6月成立，當時的名稱是Working Party of experts on technical requirement of vehicles，2000年才改成目前使用的名稱。
WP.29一開始就考慮較廣泛的歐洲範圍。自2000年起，世界許多國家也參與此協調論壇。
論壇主要是針對环境保护、汽車安全、能源效率和防偷竊相關的法規。論壇也對汽車設計實務有影響，有益於國際貿易。

## 外部連結
- UN Regulations （页面存档备份，存于）
- World Forum for Harmonization of Vehicle Regulations (WP.29) – How It Works, How to Join It （页面存档备份，存于）
- World Forum for Harmonization of Vehicle Regulations FAQ （页面存档备份，存于）